# Ruggiero di Lauria
Ruggiero di Lauria (Lauria o Scalea, 17 gennaio 1250 – Cocentaina, 19 gennaio 1305) fu un ammiraglio di origine italiana al servizio del Regno di Sicilia durante la Dinastia aragonese.
Al suo nome sono intitolate due unità navali della marina italiana e una di quella spagnola; riferimenti diretti e indiretti alla sua figura sono presenti in organizzazioni sportive sia in Italia che in Spagna.

## Biografia
Ruggiero era figlio di Riccardo di Lauria, signore dell'omonimo feudo e servitore di Manfredi di Sicilia, e di Donna Bella, nutrice di Costanza di Hohenstaufen e sorella di Guglielmo Amico.
Riccardo era feudatario in Calabria e signore di Scalea nell'anno della sua morte, avvenuta durante la battaglia di Benevento in cui perì lo stesso Manfredi.
La circostanza che la sua famiglia fosse possidente terriera in Calabria alimentò l'ipotesi che Ruggiero potesse essere nato a Scalea - e non a Lauria - nel castello normanno o nel palazzotto d'Episcopio; a corroborare tale ricostruzione storica figurerebbe un documento in latino conservato - benché mai trovato - negli archivi della Corona d'Aragona a Barcellona, che lo stesso Ruggiero avrebbe inviato personalmente al re Giacomo II («Así consta de una carta Latina que se conserva en el Archivio Real de la Corona de Aragón, escrita por Roger al Rey Don Jayme II»).
Nel 1266 la dinastia sveva viveva momenti difficili culminati, due anni più tardi, nella decapitazione del sedicenne sovrano Corradino per volontà di Carlo I d'Angiò.
Ruggiero si rifugiò a Barcellona con altri esuli siciliani vivendo con la madre Bella alla corte della regina Costanza, consorte del futuro re d'Aragona Pietro III, nonché figlia di Manfredi e cugina di Corradino.
Fu armato cavaliere dall'infante Pietro insieme a Corrado I Lancia, di cui fu compagno di imprese e in seguito cognato.
Ruggero servì i re d'Aragona Pietro III e Giacomo II e il re di Sicilia Federico III, riportando numerose vittorie contro le flotte degli Angioini.

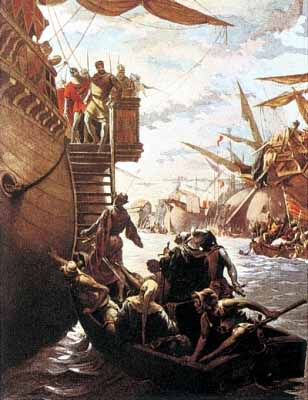
Battaglia del Golfo di Napoli

Nel 1279 rimase vedovo di Margherita - sorella di Corrado e Manfredi Lancia - dalla quale aveva avuto un figlio, Ruggiero, e tre figlie, Beatrice, Gioffredina e Ilaria.
Nel 1282 fu nominato capo della flotta del regno aragonese di Sicilia, insorta contro gli Angioini durante i Vespri.
Nella prima delle battaglie navali del golfo di Napoli (5 giugno 1284) si scontrò con la flotta angioina comandata da Carlo II, fatto prigioniero.
Nel 1285 sconfisse angioini e genovesi e, nella notte tra il 3 e il 4 settembre, anche Filippo III di Francia — in guerra da due anni contro la Corona d'Aragona — nella battaglia navale delle Formiche, presso Roses, in Catalogna.
Nel 1288 Ruggiero sconfisse definitivamente gli angioini benché armato solo di quaranta navi contro le ottanta degli avversari, garantendo così la supremazia della flotta siculo-catalana nel Mediterraneo occidentale.
Dopo la seconda vittoria Ruggiero, senza l'autorizzazione del re, vendette una tregua al conte Roberto II d'Artois e al cardinale Gerardo Bianchi da Parma.
I siciliani disapprovavano tale tregua perché la ritenevano inutile e dannosa; secondo loro la vittoria, favorita dalla vacanza della Santa Sede, avrebbe scoraggiato definitivamente gli angioini da ulteriori rivendicazioni del loro territorio.
Una volta eletto re di Sicilia nel 1296 Federico III sottrasse il fondo di Aci e il relativo castello ai vescovi di Catania e lo concesse all'ammiraglio come premio per le sue imprese militari.
Tuttavia i rapporti tra Ruggiero e il giovane sovrano si deteriorarono e, quando il primo passò dalla parte degli angioini, Federico fece espugnare il castello (1297) entro il quale si erano asserragliati i ribelli.
Per riuscire nell'impresa il re fece costruire una torre mobile in legno, chiamata cicogna, alta quanto la rupe lavica e dotata di un ponte alla sommità per rendere agevole l'accesso al castello.
In seguito Ruggiero si trincerò a Castiglione di Sicilia, suo feudo e residenza estiva, dove fu assediato e quindi sconfitto.
Arrestato, fuggì da Palermo e abbandonò la Sicilia insieme alla sua seconda moglie, la nobildonna catalana Saurina d'Entença, che diede a Ruggiero quattro figli, Roberto, Berengario, Carlo e Margherita.
I suoi numerosi possedimenti in Sicilia, Calabria e Africa furono subito confiscati da parte di Federico.
Il 4 luglio 1299, a capo di un'armata angioina composta di settanta galee — trenta delle quali inviate da Giacomo II dalla Catalogna per far fronte agli impegni presi con il papa Bonifacio VIII quattro anni prima nel Trattato di Anagni — sconfisse i siciliani nella battaglia di Capo d'Orlando.
Nello scontro seimila uomini della flotta avversaria morirono o caddero prigionieri, ma Federico sfuggì alla cattura.
La storiografia ritiene verosimile che la fuga del sovrano fosse stata permessa o agevolata da Giacomo e dallo stesso Ruggiero che, nonostante fossero suoi nemici in battaglia, conservavano tuttora legami affettivi, sia di parentela che di pregressa fedeltà.
Il 14 giugno 1300, nella battaglia di Ponza, Ruggiero sconfisse la flotta di Federico III, catturando il sovrano e Palmiero Abate.
Il re riuscì nuovamente a fuggire, mentre Palmiero morì in prigionia.
Il 31 agosto 1302, con la pace di Caltabellotta che chiudeva la lunga guerra del Vespro, Ruggiero fece atto di sottomissione a Federico di Sicilia il quale, a seguito di ciò, gli rese i possedimenti confiscati.
Si ritirò in Catalogna e morì a Cocentaina, presso Valencia, nel gennaio del 1305.
I suoi beni furono ereditati da suo figlio Ruggiero e, alla morte di questi, da Berengario.

## Titoli
A Ruggiero fu concesso di fregiarsi dei titoli di signore di Lauria, di Lagonegro (dal 1297), di Rivello, di Maratea, di Castelluccio, di Rotonda, di Papasidero e di Laino (dal 1301), di Gerba (dal 1284), di Cercara (per lettera di Bonifacio VIII, 11 agosto 1295), di Castellammare (da Carlo II, 22 febbraio 1301); ammiraglio del regno di Aragona e Sicilia, grande ammiraglio di Carlo II d'Angiò e, infine, barone di Cocentaina.

## Cultura di massa
Ruggiero di Lauria è il nome in italiano corrente, ma in taluni testi antichi egli è citato come Ruggieri di Loria, per esempio nella Nova Cronica e nel Decameron di Boccaccio; ancora nel Decameron come Ruggieri dell'Oria, mentre in spagnolo è noto come Roger de Loria, così come in inglese, secondo la traduzione in tale lingua di Vidas de espanoles célebres di M.J. Quintana: in catalano è chiamato comunemente Roger de Lluria e in aragonese Rocher de Lauria.
Nel 1978 il compositore spagnolo José Maria Valls Satorres scrisse una marcia intitolata Roger de Lauria e dedicata alla memoria dell'ammiraglio.
Il cortile interno dell'Università Pompeu Fabra di Barcellona è intitolato a Roger de Lluria.
La Regia Marina intitolò all'ammiraglio la corazzata Ruggiero di Lauria varata nel 1884, prima unità dell'omonima classe di pre-dreadnought.
Anche la marina spagnola gli intitolò (come Roger de Loria) uno dei tre cacciatorpediniere della classe Oquendo.
A Palermo, in Italia, è attivo un circolo canottieri intitolato a “Roggero di Lauria”.
Il blu e il bianco della squadra calcistica dell'Espanyol di Barcellona furono scelti in omaggio a Ruggiero di Lauria, in quanto erano quelli del suo armoriale; lo scudo era in realtà argento e blu, ripreso dal II battaglione “Roger de Lauria” facente capo alla VI brigata di fanteria leggera paracadutisti Almogavares dell'esercito spagnolo.
Il 6 ottobre 2023 fu varato alla Spezia il pattugliatore d'altura della Marina Militare Ruggiero di Lauria, appartenente alla classe Thaon di Revel.

## Galleria d'immagini

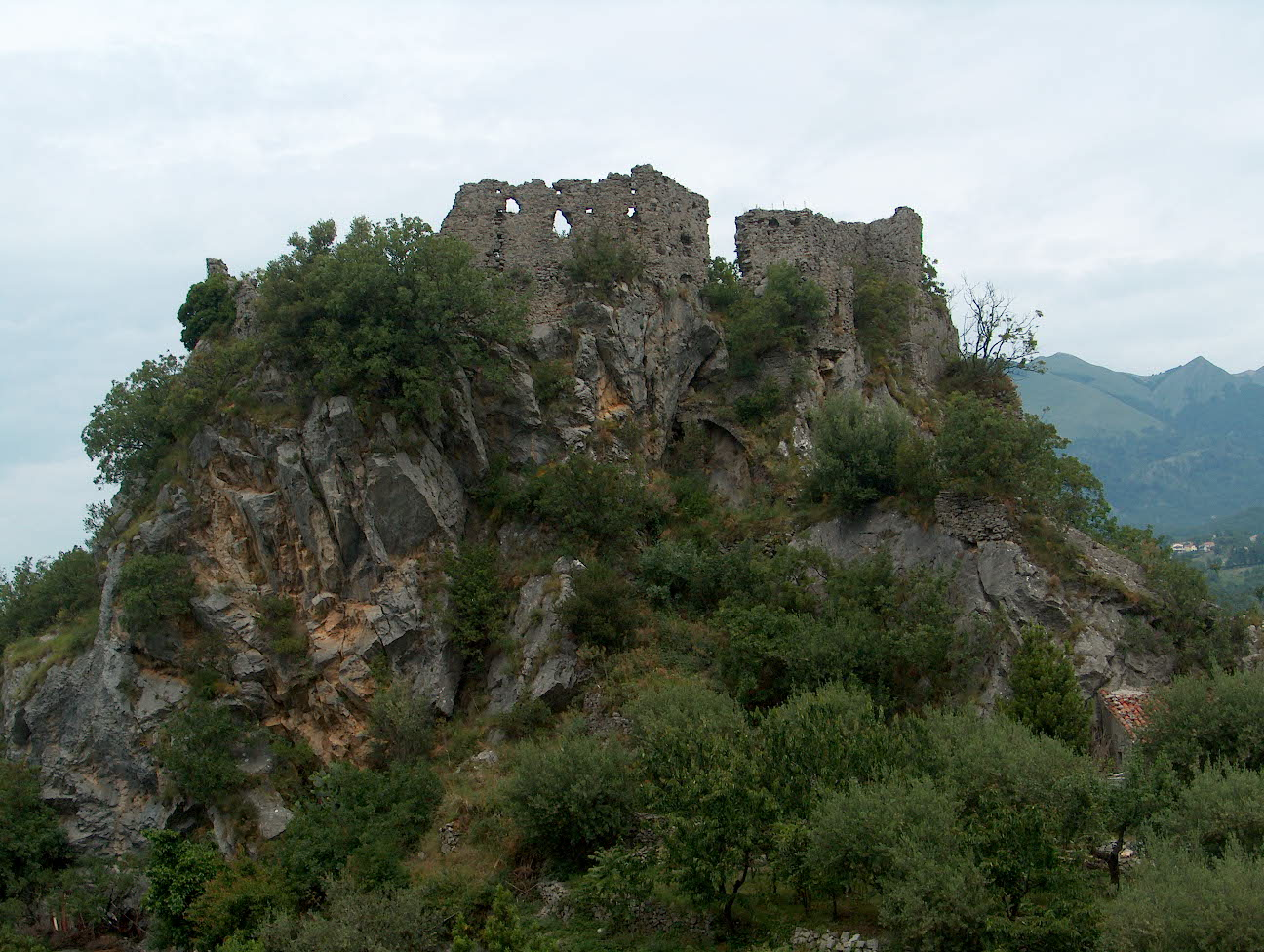
Rudere del castello di Ruggiero a Lauria
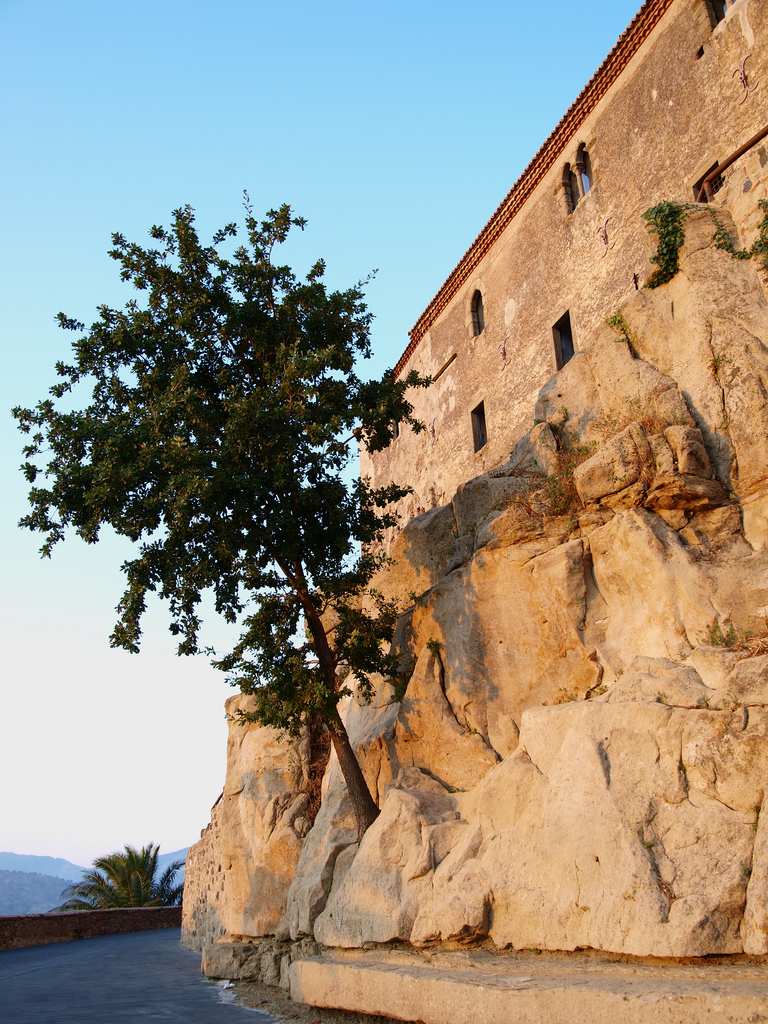
Il castello di Castiglione, in Sicilia, residenza di Ruggiero
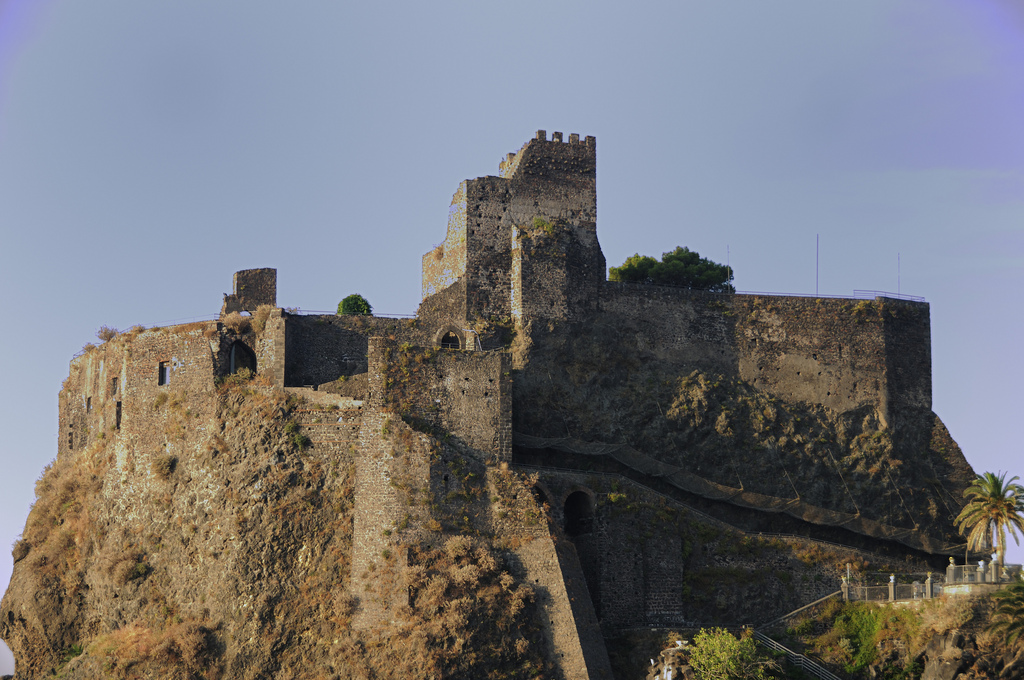
Il castello ad Aci, in Sicilia, altra residenza di Ruggiero
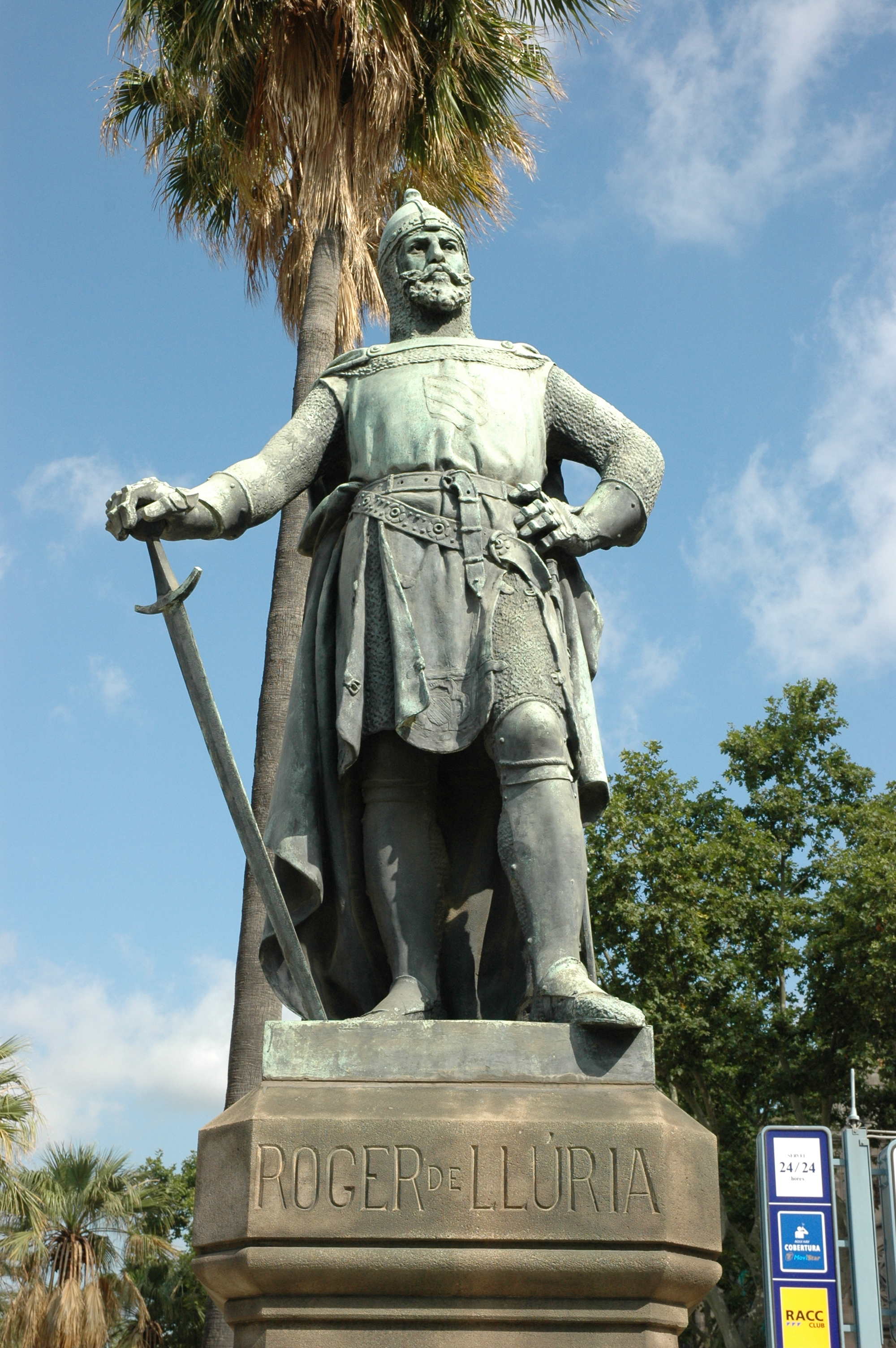
Monumento a Ruggiero a Barcellona (Spagna)
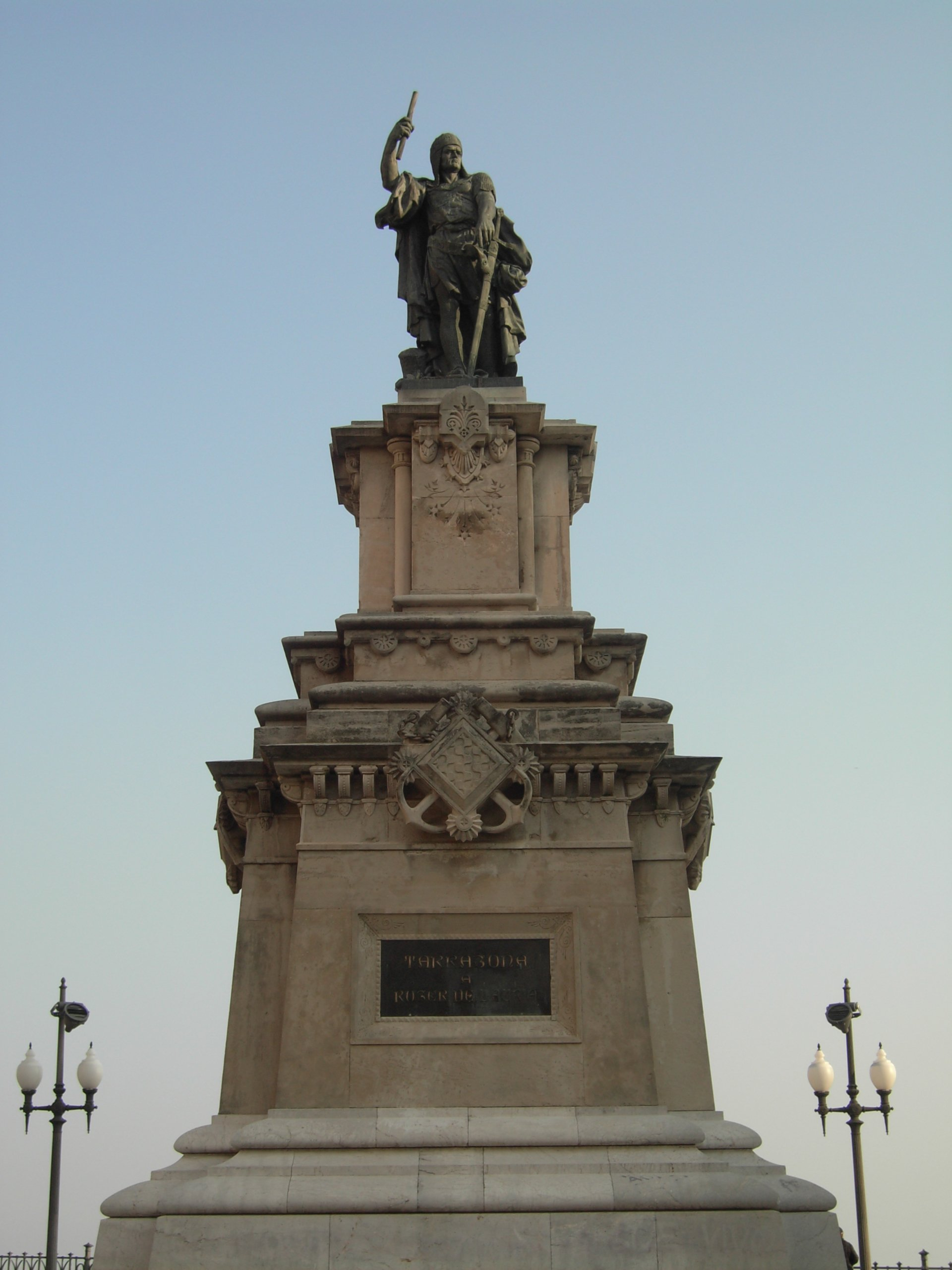
Monumento a Ruggiero a Tarragona (Spagna)
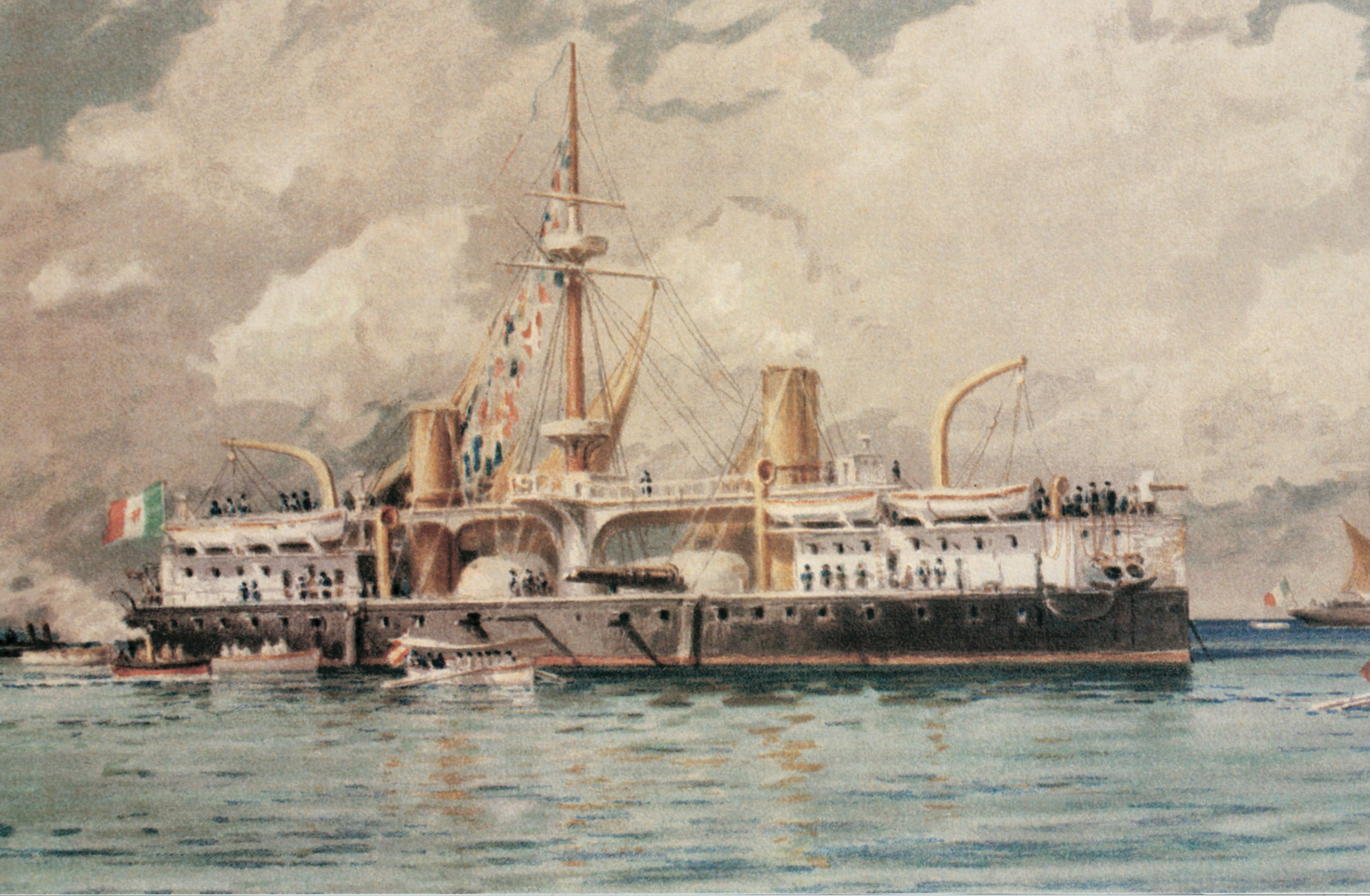
Corazzata Ruggiero di Lauria della Regia Marina italiana
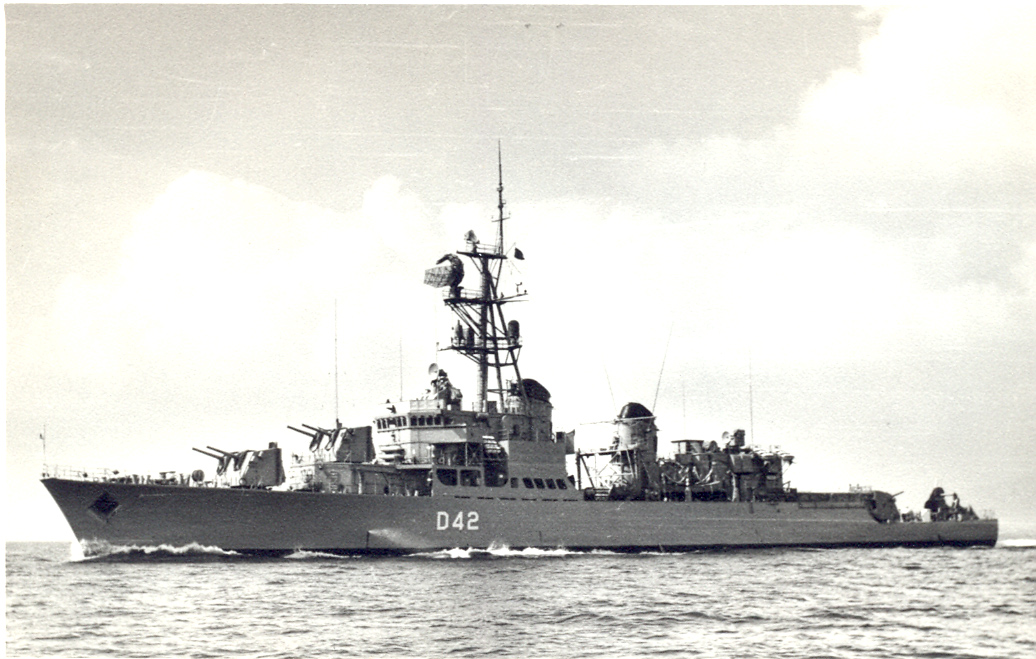
Cacciatorpediniere D-42 “Roger de Loria” della marina militare spagnola
L’insegna della brigada paracadutista “Roger de Loria” della fanteria spagnola